# Sibeliushuset

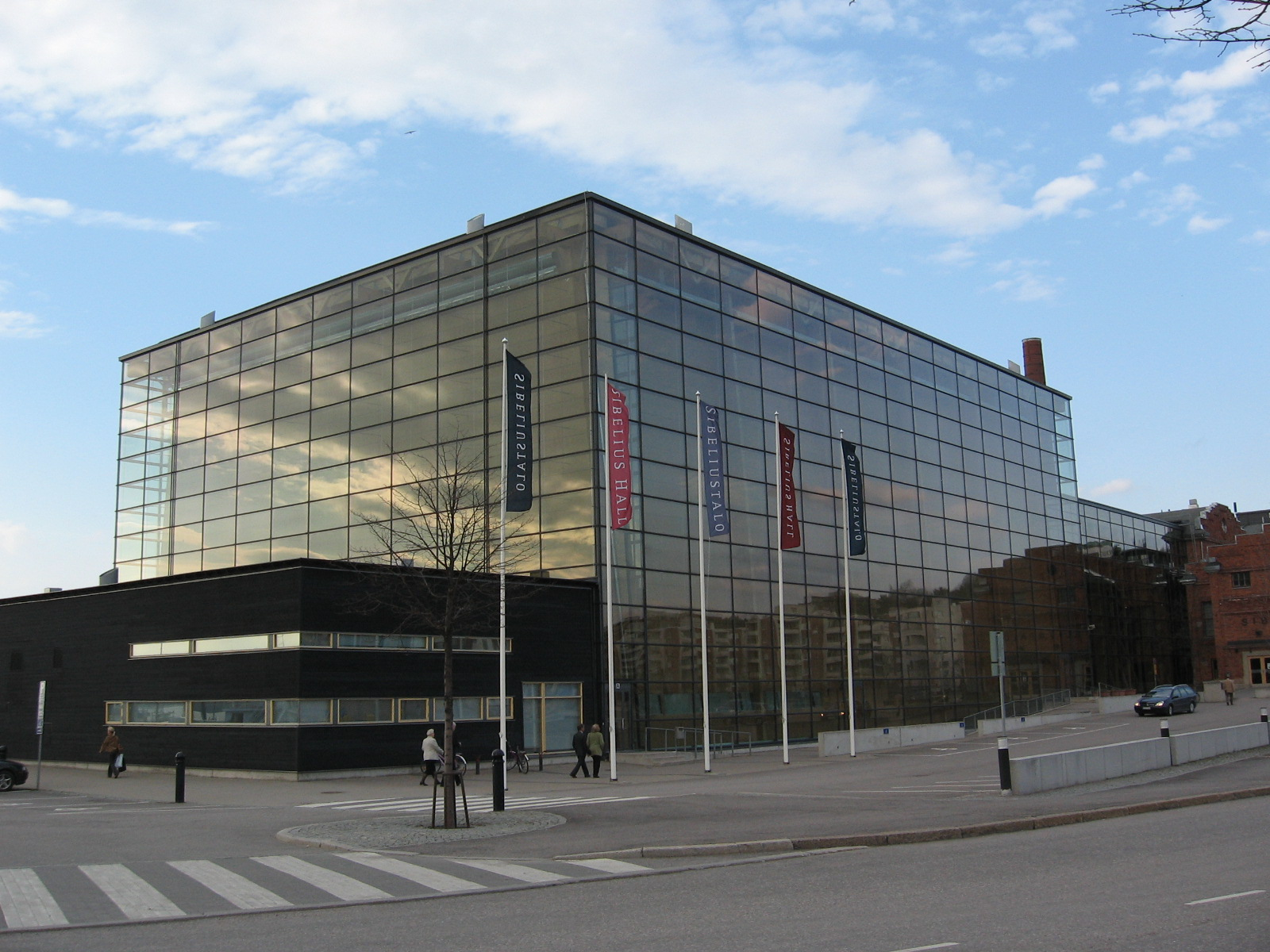
Sibeliushusets utsida

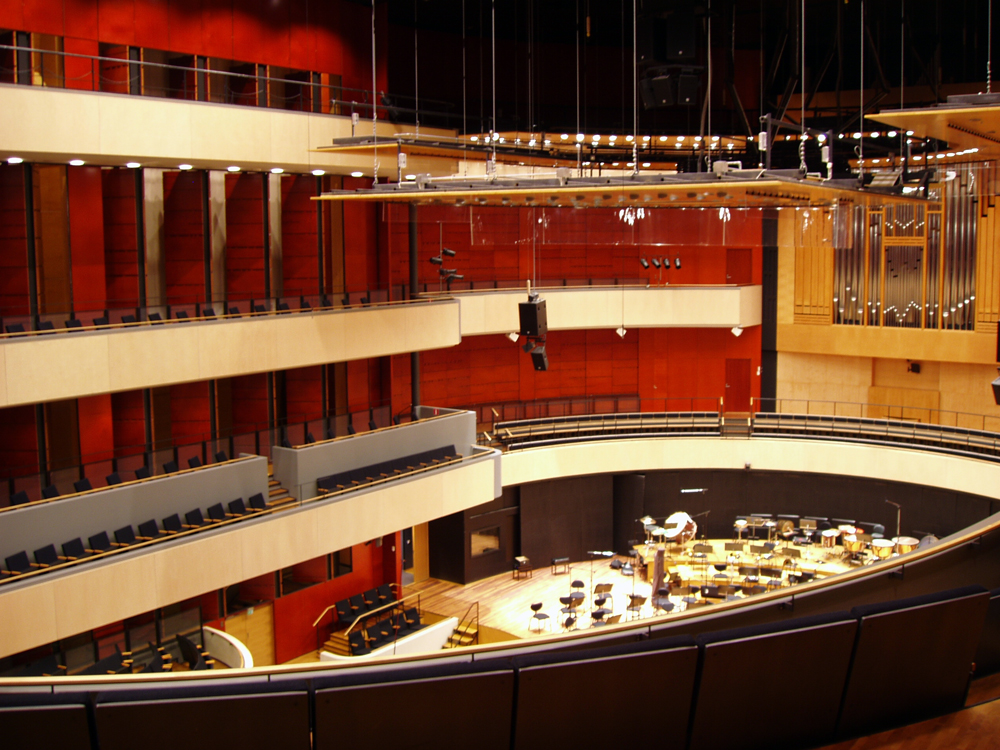
Sibeliushusets innandöme

Sibeliushuset (finska: Sibeliustalo) är en kongress- och konsertanläggning vid stranden av sjön Vesijärvi i Lahtis. Den är uppkallad efter kompositören Jean Sibelius.

## Allmänt
Byggnaden stod klar i mars år 2000. Arkitekterna Kimmo Lintula och Hannu Tikka utformade konserthuset, som är av trä. Akustiken svarade Artec Consultants från New York för. Konsertsalen har 1 229 sittplatser. Idén till byggnaden uppstod ur en arkitekturtävling som inbegrep att ett gammalt snickeri från 1907 skulle innefattas i nybygget.

## Evenemang
I Sibeliushuset ägde ett informellt EU-toppmöte rum i samband med Finlands EU-ordförandeskap i oktober 2006
Lahtis internationella orgelvecka äger rum i vid sidan av Ristinkirkko  också i Sibeliushuset. Sibeliushuset har för detta ändamål en orgel i fransk-romantisk stil,  vilken togs i bruk 2007. Orgeln är byggd av Grönlunds orgelbyggeri, Gammelstad (Luleå). Även Sinfonia Lahti (Lahtis stadsorkester) har sitt säte i Sibeliushuset.